# Saint-André-de-Cubzac
Saint-André-de-Cubzac là một xã của tỉnh Gironde, thuộc vùng Nouvelle-Aquitaine, tây nam nước Pháp.

## Personalities
Jacques-Yves Cousteau is buried in the Cousteau family plot.
It is also the birthplace of Jean Marie Antoine de Lanessan.